# لائو ایرلاینز
لائو ایرلاینز (به انگلیسی: Lao Airlines) یک شرکت هواپیمایی با کد یاتا QV است که در ۱۹۷۶ میلادی تأسیس شده‌است. دفتر مرکزی لائو ایرلاینز در وینتیان، لائوس واقع شده‌است و قطب این شرکت هواپیمایی در فرودگاه بین‌المللی واتایی قرار دارد و به ۲۰ مقصد، پرواز انجام می‌دهد.